# František Srna
František Srna (Svätý Jur, 15 de mayo de 1932 – Bratislava, 6 de octubre de 1973) fue un piloto checoslovaco de motociclismo, que compitió en el Campeonato del Mundo de Motociclismo desde 1961 a 1973.  Fue el último piloto checoslovaco en puntuar en el Mundial con una motocicleta totalmente checoslovaca.

## Biografía
František Srna no solía participar en carreras al más alto nivel, pero era importante como piloto de pruebas y desarrollador de las máquinas de Jawa. Como ayudante del ingeniero Pavel Husak, fue corresponsable del desarrollo del Jawa 350 cc V4. Durante la Guerra Fría, los pilotos del bloque oriental apenas participaban en las carreras en Occidente y Srna comenzó en 1971 y 1972, a excepción de competiciones nacionales y en el Gran Premio de Yugoslavia. Además, consiguió el título checoslovaco de velocidad en cuatro ocasiones (1959, 1961 y 1971 en 250 cc y 1972 en 350 cc). 
En 1973 estaba ocupado desarrollando y probando las nuevas Jawa de dos cilindros de 250 y 350 cc. Cayó durante una carrera en el circuito de Presburg en Bratislava. En el camino al hospital murió a causa de sus heridas.

## Resultados en el Campeonato del Mundo
Sistema de puntuación desde 1950 hasta 1968:
| Posición | 1.º | 2.º | 3.º | 4.º | 5.º | 6.º |
| Puntos   | 8   | 6   | 4   | 3   | 2   | 1   |

Sistema de puntuación desde 1969 hasta 1987:
| Posición | 1.º | 2.º | 3.º | 4.º | 5.º | 6.º | 7.º | 8.º | 9.º | 10.º |
| Puntos   | 15  | 12  | 10  | 8   | 6   | 5   | 4   | 3   | 2   | 1    |

### Carreras por año
(Carreras en negrita indica pole position; Carreras en cursiva indica vuelta rápida)
| Año  | Clase | Moto    | 1     | 2     | 3      | 4      | 5     | 6     | 7       | 8     | 9       | 10    | 11    | 12    | 13    | Pts. | Pos. |
| ---- | ----- | ------- | ----- | ----- | ------ | ------ | ----- | ----- | ------- | ----- | ------- | ----- | ----- | ----- | ----- | ---- | ---- |
| 1961 | 500cc | Jawa    | GER - | FRA - | IOM -  | NED 9  | BEL - | RDA - | ULS -   | NAT - | SWE -   | ARG - |       |       |       | 0    | -    |
| 1965 | 350cc | Jawa CZ |       | GER - |        |        | IOM - | NED - |         | RDA - | CZE Ret | ULS - | FIN - | NAT - | JPN - | 0    | -    |
| 1967 | 500cc | Jawa CZ |       | GER - |        | IOM 14 | NED - | BEL - | RDA -   | CZE 7 | FIN -   | ULS - | NAT - | CAN - |       | 0    | -    |
| 1968 | 500cc | Jawa    | GER - | ESP - | IOM -  | NED -  | BEL - | RDA - | CZE 9   | FIN - | ULS -   | NAT - |       |       |       | 0    | -    |
| 1970 | 350cc | Jawa    | GER - |       | YUG 13 | IOM -  | NED - |       | RFA -   | CZE - | FIN -   | ULS - | NAT - | ESP - |       | 0    | -    |
| 1970 | 500cc | Jawa    | GER - | FRA - | YUG 12 | IOM -  | NED - | BEL - | RDA -   | CZE - | FIN -   | ULS - | NAT - | ESP - |       | 0    | -    |
| 1971 | 250cc | Jawa    | AUT - | GER - | IOM -  | NED -  |       | RDA - | CZE 10  | SWE - | FIN -   | ULS - | NAT - | ESP - |       | 1    | 46.º |
| 1971 | 350cc | Jawa    | AUT - | GER - | IOM -  | NED -  |       | RDA - | CZE Ret | SWE - | FIN -   | ULS - | NAT - | ESP - |       | 0    | -    |
| 1972 | 250cc | Jawa    | GER - | FRA - | AUT 15 | NAT -  | IOM - | YUG - | NED -   | BEL - | RDA -   | CZE - | SWE - | FIN - | ESP - | 0    | -    |
| 1972 | 350cc | Jawa    | GER - | FRA - | AUT 13 | NAT -  | IOM - | YUG 7 | NED -   |       | RDA -   | CZE 7 | SWE - | FIN - | ESP - | 8    | 22.º |
| 1973 | 250cc | Jawa    | FRA - | AUT - | GER -  |        | IOM - | YUG - | NED -   |       | CZE 23  | SWE - | FIN - | ESP - |       | 0    | -    |
| 1973 | 350cc | Jawa    | FRA - | AUT - | GER -  | NAT -  | IOM - | YUG - | NED -   |       | CZE 17  | SWE - | FIN - | ESP - |       | 0    | -    |